# Almachiusz
Almachiusz  – imię męskie pochodzenia łacińskiego, genetycznie cognomen rzymskiego rodu Tuscia, wywodzące się prawdopodobnie ze źródła etruskiego. Istnieje kilku świętych o tym imieniu, m.in. św. Almachiusz (męczennik rzymski).
Almachiusz imieniny obchodzi 1 stycznia.
Odpowiedniki w innych językach:
- łacina: Almachius[1]
- rosyjski: Almachij[1]
- włoski: Almachio[1]